# 忒修斯山
77°27′S 162°16′E / 77.450°S 162.267°E
忒修斯山（英語：Mount Theseus）是南極洲的山峰，位於維多利亞地，屬於奧林匹斯山脈的一部分，處於克拉克冰川以南，海拔高度1,830米，現時由南極條約體系管理。